# Poecilia vivipara
Poecilia vivipara es un pequeño pez vivíparo eurihalino distribuido a lo largo de la costa atlántica de América del Sur. Se encuentra con mayor frecuencia en aguas salobres estancadas. Se ha introducido fuera de su área de distribución nativa para controlar las poblaciones de mosquitos y ocasionalmente se mantiene en acuarios domésticos.

## Taxonomía
P. vivipara pertenece al subgénero Poecilia del género Poecilia y es la especie tipo del género. Las especies más relacionadas con él son P. parae y P. picta, que pertenecen al subgénero Micropoecilia.

## Descripción
P. vivipara es un pequeño poecílido, que normalmente crece hasta un tamaño de 2 a 5 cm. La longitud total máxima registrada es de 7,8 cm. Los individuos de hábitats con mayor salinidad del agua tienden a crecer más rápido y más grandes, y estas diferencias en los patrones de crecimiento son en parte hereditarias. Un factor en la diferencia de tamaño entre las poblaciones de agua dulce y otras poblaciones es el alto nivel de depredación al que están expuestas las poblaciones de agua dulce; Esta correlación entre el tamaño corporal y la presión de depredación es habitual entre los portadores de vida.
Los machos no presentan manchas de color brillante aparte de una coloración anaranjada pasajera en la región de la garganta, que ocurre con mayor frecuencia en ejemplares de ambientes lagunares. Las hembras son más grandes que los machos, pero los sexos no difieren tanto como en el guppy común relacionado, P. reticulata.

## Distribución
P. vivipara fue descrita originalmente en Surinam. Actualmente se sabe que la especie se distribuye desde el delta del río Orinoco en Venezuela a través de Brasil hasta Uruguay. P. vivipara es una de las especies de peces más comunes en los ecosistemas lagunares de Brasil. Es discutible si el área de distribución de la especie se extiende al sur de Argentina, específicamente a la región del Río de la Plata.
Es posible que P. vivipara haya sido introducida en las islas caribeñas de Puerto Rico y Martinica. Tradicionalmente se considera que fue introducido en el archipiélago brasileño de las islas Fernando de Noronha para controlar las larvas de mosquito durante la construcción de las bases militares de la Segunda Guerra Mundial, pero la capacidad de la especie para sobrevivir en agua salada hace posible que los peces colonizaran la zona de forma natural.

## Hábitat

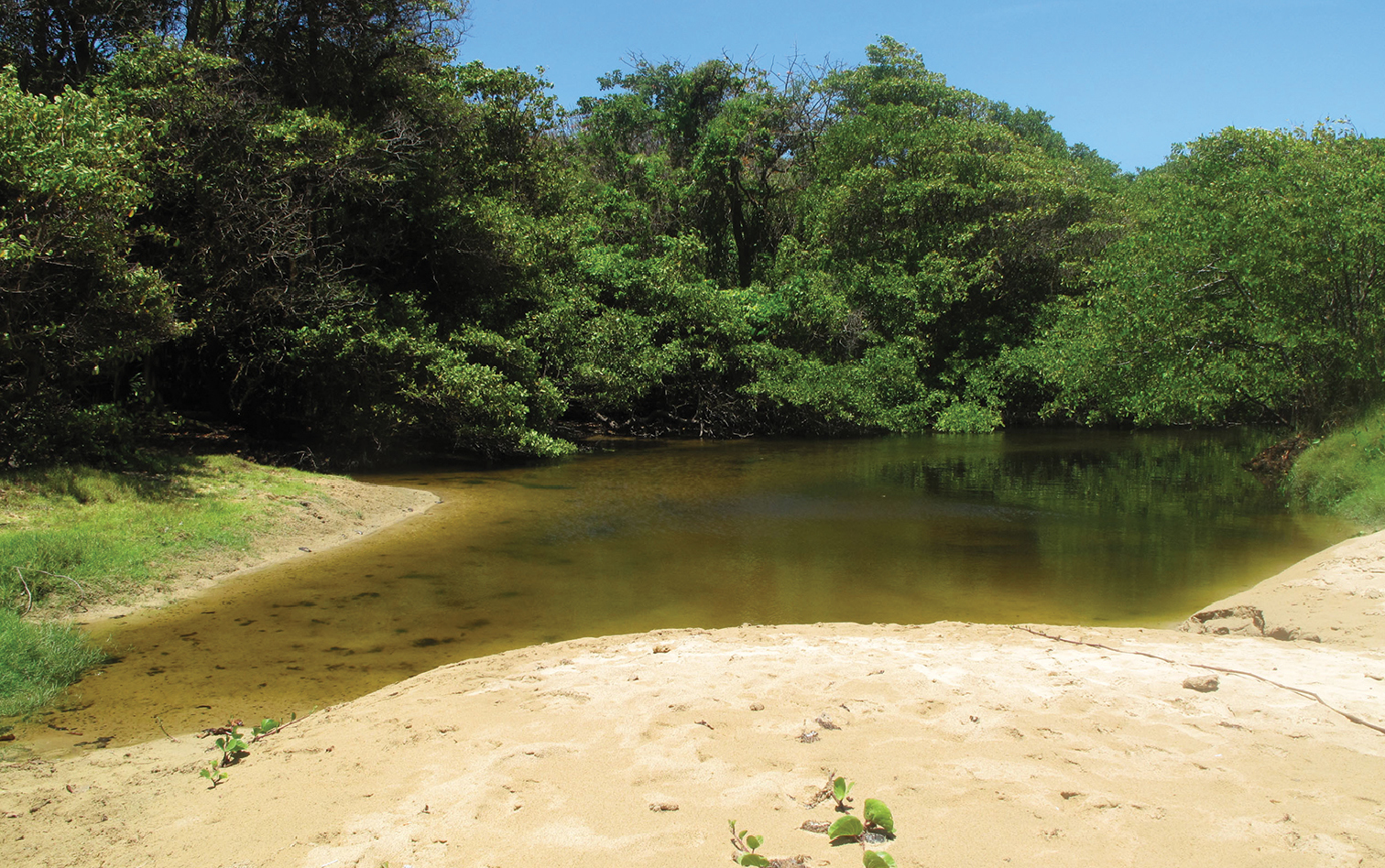
Hábitat en Fernando de Noronha.

P. vivipara habita principalmente en aguas lénticas (estancadas), como canales y zanjas de drenaje en los bordes de los pantanos. Tolera diversos grados de salinidad, desde agua dulce hasta hipersalina, pero es más común en agua ligeramente salobre y rara en agua dulce. Puede encontrarse en grandes cardúmenes.  Los hábitats de agua dulce tienden a presentar abundante vegetación marginal, mientras que las plantas acuáticas suelen estar ausentes en los sitios de agua salada. La especie también es muy tolerante a otros extremos ambientales, especialmente a la temperatura, lo que le permite ocupar una variedad de hábitats lénticos.

## Ecología
P. vivipara es omnívoro y se alimenta de diatomeas, cianobacterias e invertebrados como larvas de insectos. Debido a que se alimenta de larvas de mosquitos, P. vivipara se ha utilizado para controlar las poblaciones de mosquitos en estanques y embalses.
P. vivipara puede estar parasitado por las metacercarias de Pygidiopsis macrostomum, Ascocotyle pindoramensis, A. diminuta y Acanthocollaritrema umbilicatum. En el caso de A. umbilicatum, P. vivipara actúa como segundo huésped intermediario, siendo el primero el caracol acuático Heleobia australis. Los peces muy infectados son letárgicos y son presa más fácil del róbalo común, Centropomus undecimalis, que es el huésped definitivo del parásito.
En hábitats de agua dulce el principal depredador de P. vivipara es Hoplias malabaricus; P. vivipara es uno de los elementos más comunes en la dieta de estos últimos peces, especialmente de juveniles y subadultos. Los posibles depredadores en aguas salobres incluyen los cíclidos Geophagus brasiliensis y Australoheros facetus, que se han observado depredando a P. vivipara joven pero no a adulto en entornos de laboratorio.

## Reproducción

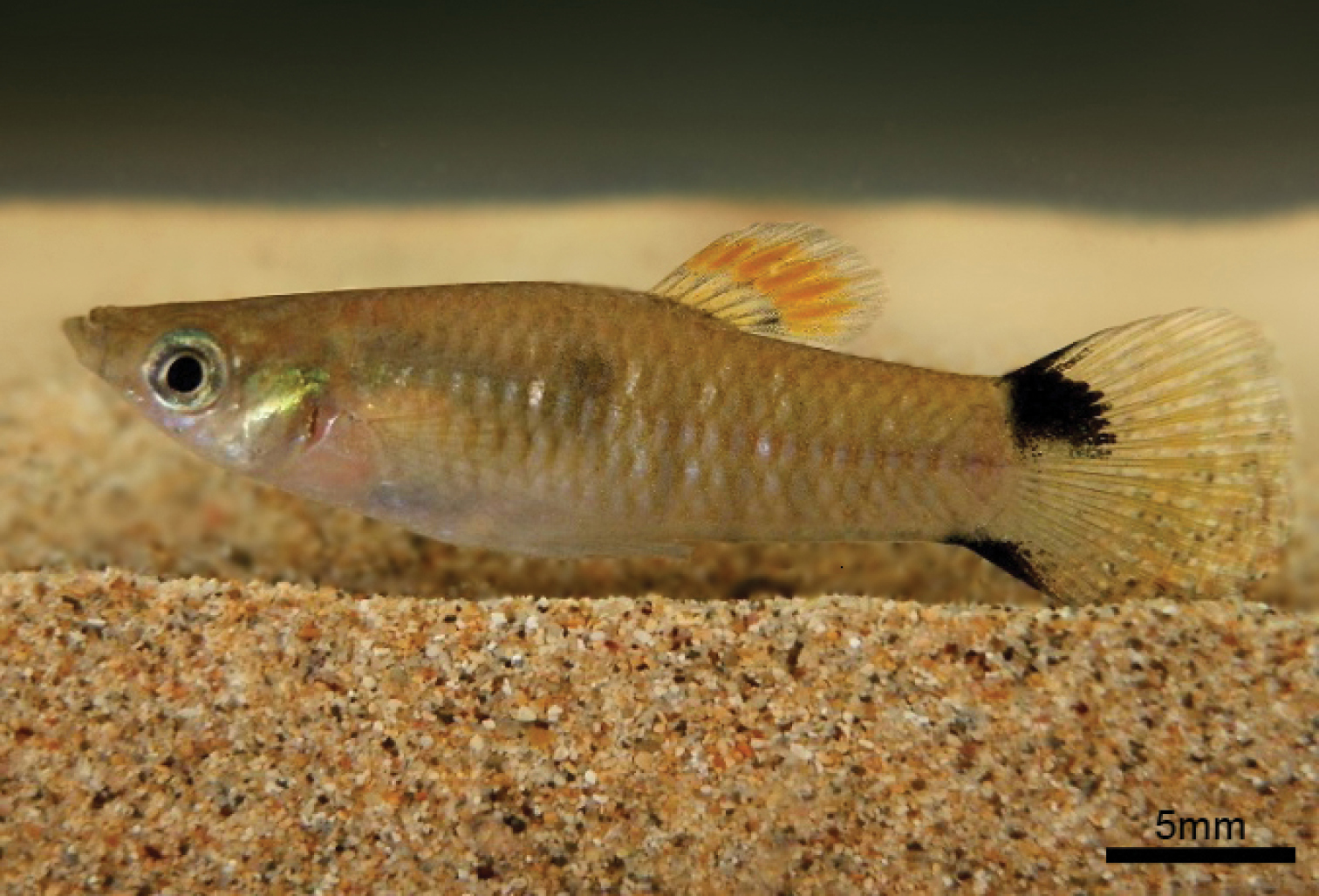
Un macho de Fernando de Noronha.

Los machos son particularmente vivaces y se acercan a las hembras no sólo de su propia especie sino también de otras especies de Poeciliinae. A diferencia del guppy común, los machos de P. vivipara dependen de apareamientos oportunistas (escabullirse y perseguir) en lugar de exhibiciones de cortejo. Debido a esta estrategia, la selección sexual favorece a los machos más pequeños.
P. vivipara es ovovíparo. La gestación dura unos 28 días.  Normalmente, una hembra puede parir entre 6 y 10 alevines, pero el número puede exceder los 100.  Las hembras más grandes producen más crías. Los alevines, que siguen a la madre durante las primeras horas, miden aproximadamente 6 mm de largo al nacer.  Los peces alcanzan la madurez sexual a la edad de 3 a 4 meses. 

## En acuario
La especie es pacífica y adecuada para un acuario comunitario, pero requiere agua dura y se desarrolla mejor con una dosis de sal y un fondo blando. Se alimenta fácilmente de alimentos en escamas, algas y pequeños alimentos vivos.